# Фрідріх Лір
Фрідріх Лір (нім. Friedrich Lier; 22 травня 1910, Мангайм — 17 серпня 1974, Енцклестерле) — німецький офіцер, оберстлейтенант вермахту. Кавалер Лицарського хреста Залізного хреста з дубовим листям.

## Біографія
1 жовтня 1930 року вступив в 9-й піхотний полк. З 26 серпня 1939 року — командир 9-ї роти 121-го піхотного полку 50-ї піхотної дивізії. Учасник Польської, Французької і Балканської кампаній, а також Німецько-радянської війни. 22 жовтня 1941 року важко поранений під час штурму Перекопу. В 1943 році командував запасними частинами, викладав в школі 6-ї армії. З червня 1944 року — командир штурмового батальйону 6-ї армії. Відзначився у боях під Кишинівом. З вересня 1944 року — командир 178-го піхотного, з жовтня 1944 року — 230-го фузілерного полку. Відзначився у боях в Семиградді. З березня 1945 року — начальник унтерофіцерського училища в Яуері, на базі якого в кінці квітня 1945 року була сформована бойова група «Лір», придана 490-й піхотній дивізії.

## Нагороди
- Медаль «За вислугу років у Вермахті» 4-го класу (4 роки)
- Залізний хрест
  - 2-го класу (1 жовтня 1939)
  - 1-го класу (10 липня 1940)
- Штурмовий піхотний знак в сріблі
- Нагрудний знак «За поранення» в сріблі
- Німецький хрест в золоті (2 січня 1942)
- Лицарський хрест Залізного хреста з дубовим листям
  - лицарський хрест (3 листопада 1944)
  - дубове листя (№869; 8 травня 1945)